# Белінський потік
Белінський потік (словац. Belínsky potok) — річка в Словаччині, ліва притока Рімави, протікає в окрузі Рімавска Собота.
Довжина — 14.5 км. Витік знаходиться в масиві Південнословацька улоговина — на висоті 235 метрів. Протікає територією сіл Белін; Боттово і  Мартінова.
Впадає в Рімаву на висоті 163 метри.